# Kráľovce-Krnišov
Kráľovce-Krnišov ist eine Gemeinde in der Mitte der Slowakei mit 148 Einwohnern (Stand 31. Dezember 2024), die im Okres Krupina, einem Kreis des Banskobystrický kraj, liegt.

## Geographie
Die Gemeinde befindet sich am südöstlichen Rand der Schemnitzer Berge auf einem linksseitigen Zufluss der Štiavnica. Das Ortszentrum liegt auf einer Höhe von 339 m n.m. und ist 13 Kilometer von Krupina entfernt (Straßenentfernung).
Nachbargemeinden sind Žibritov im Norden, Krupina im Osten, Devičie im Südosten, Hontianske Nemce im Süden und Prenčov im Westen.

## Geschichte
Die heutige Gemeinde entstand 1964 durch Zusammenschluss von Kráľovce (ungarisch Hontkirályfalva – bis 1907 Királyfalu) und Krnišov (ungarisch Kormosó).
Kráľovce wurde zum ersten Mal 1329 als Keralyffya schriftlich erwähnt und gehörte zuerst zum königlichen Gut, später zum Herrschaftsgebiet der Burg Čabraď. Im 19. Jahrhundert war das Dorf Besitz von Geschlechtern wie Coburg, Teleki und Radványi. 1828 zählte man 44 Häuser und 264 Einwohner, die als Landwirte beschäftigt waren.
Krnišov wurde zum ersten Mal 1266 als Kurumsou schriftlich erwähnt und gehörte damals zum Besitz des Geschlechts Hont-Pazmány. Im 14. Jahrhundert lag es im Herrschaftsgebiet der Burg Litava, im 16. Jahrhundert war es Besitz von István Werbőczy, dem damaligen Palatin und Obersten Landesrichter von Ungarn, danach war das Dorf Teil des Guts der Burg Čabraď und schließlich im 19. Jahrhundert Besitz des Geschlechts Coburg. 1558 standen hier 25 Untertanen-Ansiedlungen, 1715 schon 49. 1828 zählte man 62 Häuser und 382 Landwirte, die als Hirten, Landwirte und Winzer im benachbarten Krupina beschäftigt waren. In der Siedlung Dora gab es Ende des 19. Jahrhunderts eine Dampfsäge.
Bis 1918 gehörten die im Komitat Hont liegenden Orte zum Königreich Ungarn und kamen danach zur Tschechoslowakei beziehungsweise heute Slowakei.

## Bevölkerung
| Jahr                | 1994 | 2004     | 2014    | 2024     |
| ------------------- | ---- | -------- | ------- | -------- |
| Anzahl der Personen | 178  | 158      | 172     | 148      |
| Unterschied         |      | −11,23 % | +8,86 % | −13,95 % |

| Jahr                | 2023 | 2024 |
| ------------------- | ---- | ---- |
| Anzahl der Personen | 148  | 148  |
| Unterschied         |      | +0 % |

Nach der Volkszählung 2011 wohnten in Kráľovce-Krnišov 187 Einwohner, davon 171 Slowaken, sechs Roma und ein Tscheche. Neun Einwohner machten keine Angabe zur Ethnie. 
89 Einwohner bekannten sich zur römisch-katholischen Kirche, 85 Einwohner zur Evangelischen Kirche A. B. sowie jeweils ein Einwohner zu den Siebenten-Tags-Adventisten und zur evangelisch-methodistischen Kirche; ein Einwohner bekannte sich zu einer anderen Konfession. Fünf Einwohner waren konfessionslos und bei fünf Einwohnern wurde die Konfession nicht ermittelt.

## Bauwerke und Denkmäler
- evangelische Kirche aus dem Jahr 1794
- Glockenturm im Ortsteil Krnišov
- vier denkmalgeschützte regionaltypische Häuser